# Kurt Schumacher

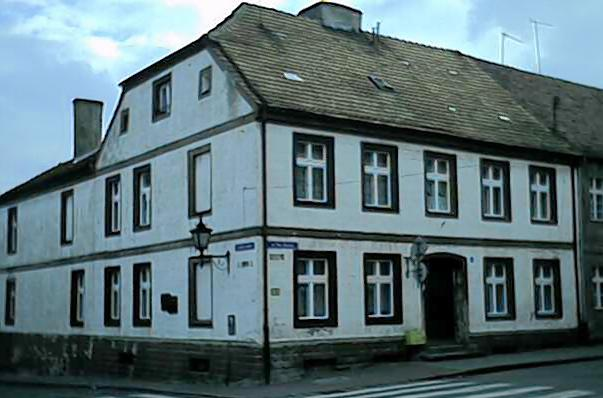
Dom w Chełmnie, w którym urodził się Kurt Schumacher

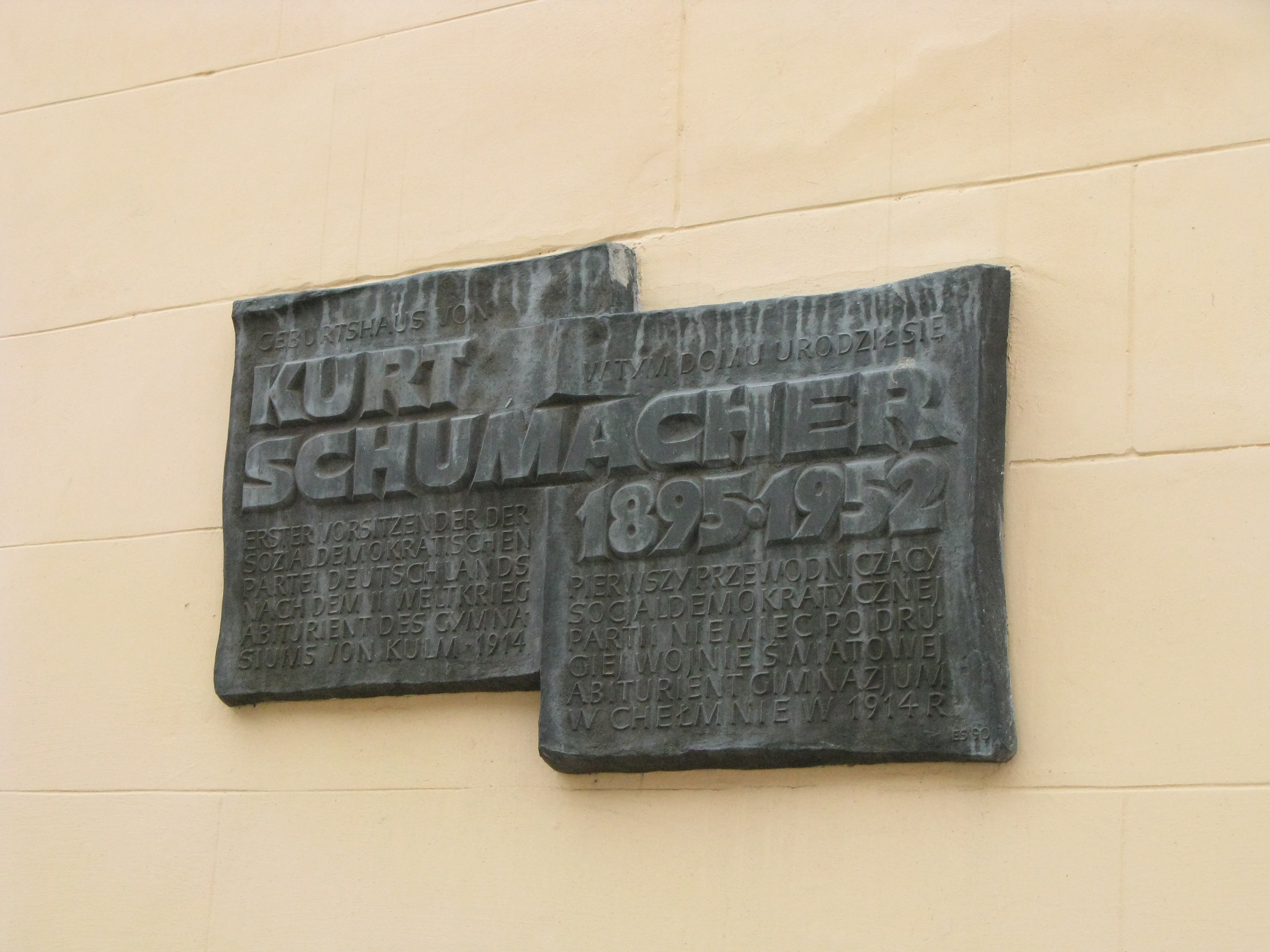
Tablica na domu urodzenia Kurta Schumachera w Chełmnie

Kurt Schumacher (ur. 13 października 1895 w Chełmnie, zm. 20 sierpnia 1952 w Bonn) – niemiecki polityk, przywódca Socjaldemokratycznej Partii Niemiec (1945–1952).

## Życiorys
Uczęszczał do szkoły elementarnej, a następnie do Królewskiego Katolickiego Gimnazjum w Chełmnie (1905–1914). Z powodu wybuchu I wojny światowej zdał przyśpieszoną maturę i od razu został wysłany na przeszkolenie artyleryjskie do Łodzi. 2 grudnia 1914 pod Łodzią został ciężko ranny; amputowano mu rękę. Po zwolnieniu z armii podjął studia prawnicze. Wykładów słuchał w Berlinie, Halle i Lipsku, praktykę podjął w Sądzie Okręgowym w Chełmnie. Po wcieleniu Chełmna do Polski w 1920 r. przeniósł się z rodziną do Berlina, gdzie zatrudnił się w ministerstwie pracy jako pomocniczy pracownik naukowy. W 1918 r. dołączył do Socjaldemokratycznej Partii Niemiec (SPD). Został redaktorem politycznym lewicowej „Schwäbische Tagwacht”. Z ramienia socjaldemokracji zasiadał w landtagu Wirtembergii (1924–1931). W 1930 r.został wybrany do Reichstagu stając się jednym z najmłodszych posłów SPD. Po dojściu Adolfa Hitlera do władzy SPD została zdelegalizowana, a Kurt Schumacher aresztowany 6 lipca 1933. Ponad 8 lat spędził w obozach koncentracyjnych: Heuberg, Oberer Kuhberg i Dachau. W marcu 1943, ze względu na zły stan zdrowia i dzięki licznym staraniom rodziny, został zwolniony.
Po II wojnie światowej wznowił działalność polityczną przystępując do odbudowy struktur SPD. Na zjeździe w Hanowerze w 1946 r. został wybrany liderem tej partii. W 1949 r. startował w wyborach na prezydenta i kanclerza RFN – nieskutecznie, przegrywając z CDU/CSU pod wodzą Konrada Adenauera. W swych licznych wystąpieniach parlamentarnych poruszał kwestie bezrobocia, systemu zabezpieczeń społecznych, pomocy finansowej dla byłych więźniów obozów koncentracyjnych. Uważał również, że RFN ma moralny obowiązek zadośćuczynienia wobec Żydów. Ze spraw polityki zagranicznej na czoło wysuwał zagadnienie jedności Niemiec.
Zmarł 20 sierpnia 1952 w Bonn, został pochowany w Hanowerze.

## Upamiętnienie
Jego wizerunek został umieszczony na monecie okolicznościowej RFN o nominale 2 marek bitej w latach 1979–1993.